# Protoparmelia
Protoparmelia M. Choisy  (gruboszek) – rodzaj grzybów z rodziny Parmeliaceae. Ze względu na współżycie z glonami zaliczany jest do grupy porostów.

## Systematyka i nazewnictwo
Pozycja w klasyfikacji według Index Fungorum: Parmeliaceae, Lecanorales, Lecanoromycetidae, Lecanoromycetes, Pezizomycotina, Ascomycota, Fungi.
Synonimy nazwy naukowej: Pseudoplacodium Motyka.
Nazwa polska według W. Fałtynowicza.

## Gatunki występujące w Polsce
- Protoparmelia atriseda (Fr.) R. Sant. & V. Wirth 1987 – gruboszek posępny
- Protoparmelia badia (Hoffm.) Hafellner 1984 – gruboszek bury
- Protoparmelia hypotremella Herk, Spier & V. Wirth 1997[4] – gruboszek nikły
- Protoparmelia nephaea (Sommerf.) R. Sant. 1990 – gruboszek zwyczajny

Nazwy naukowe na podstawie Index Fungorum. Nazwy polskie według W. Fałtynowicza.